# Roger Helmer

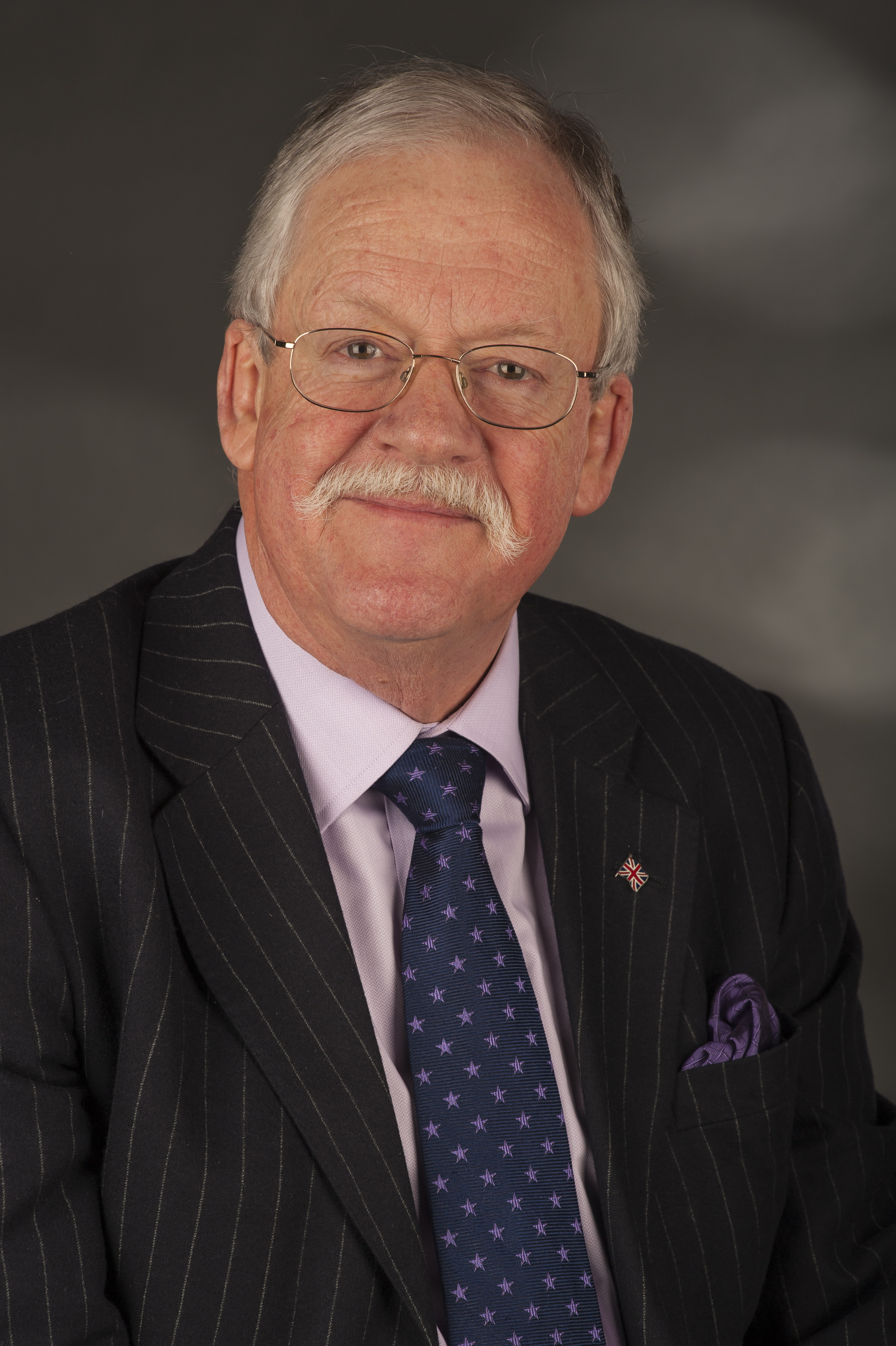
Roger Helmer

Roger Helmer (Londen, 25 januari 1944) is een Brits politicus en zakenman. Sinds 1999 vertegenwoordigt hij in het Europees Parlement het district East Midlands. Hij werd in 1999, 2004 en 2009 gekozen voor de Britse conservatieven, maar in maart 2012 liep hij over naar de United Kingdom Independence Party (UKIP).
Zijn opvattingen gelden als libertarisch, atlantisch en eurosceptisch. Hij werd in 2005 door de rechtse pressiegroep American Legislative Exchange Council benoemd tot Adam Smith Scholar en was in 2006 mede-oprichter van de Better Off Out campagne, die uittreding van het Verenigd Koninkrijk uit de E.U. voorstaat. In april 2007 werd hij voorzitter van de vrije markt-pressiegroep The Freedom Association.
Roger Helmer hekelt de beroering over de opwarming van de aarde en noemt deze wetenschappelijke nonsens. Volgens de Friends of the Earth zijn de standpunten en het stemgedrag van Helmer dan ook het minst milieuvriendelijk van alle zittende Europese parlementsleden. Helmer beschouwt dit zelf eerder als een compliment.
Na zijn studies hogere wiskunde aan de King Edward VI Grammar School in Southampton en aan het Churchill College in Cambridge koos Helmer voor het zakenleven. Na een baan in de marketing bij Procter & Gamble vervulde Helmer kaderfuncties bij verschillende Britse multinationale ondernemingen zoals Readers Digest, National Semiconductor, Coats Viyella en United Distillers. In het kader van deze banen woonde Helmer achtereenvolgens in het Verenigd Koninkrijk, Hongkong, Singapore, Maleisië, Zuid-Korea, Thailand, Guam, Saipan, de Filipijnen en Vietnam. Door deze buitenlandse ervaringen geldt Roger Helmer als specialist binnen de Europese werkgroep voor de ASEAN-landen. Verder heeft hij ook zitting in de parlementaire commissies voor werkgelegenheid en pensioenen, en is hij plaatsvervangend lid van de Koreaanse interparlementaire delegatie.
Naast het onderhouden van een eigen weblog en het meewerken aan de Make Socialism History metablog, heeft Roger Helmer ook drie publicaties over de Europese Unie op zijn naam staan: de boeken Straight Talking on Europe (2000) en A Declaration of Independence (2002), en het documentairefilmpje Putting Britain First (2007).
In 2005 werd Helmer door de Conservatieve partij geschorst omdat hij de partijlijn weigerde te volgen en een verbale oorlog uitvocht in de media met Timothy Kirkhope, toentertijd de delegatieleider van de Conservatieven binnen de fractie van de Europese Volkspartij en Europese Democraten in het Europees Parlement. Helmer werd ook uit deze fractie gezet. Onder druk van Britse conservatieve groepen werd zijn schorsing uit de Conservatieve Partij in 2006 opgeheven, maar wegens zijn anti-Europese opstelling werd hij niet meer toegelaten tot de EVP-fractie. Samen met zijn strijdmakker Daniel Hannan had hij daardoor tot 2009 zitting als niet-fractiegebondene in het Europees Parlement. Mede wegens de uitzetting van Helmer en Hannan heeft de conservatieve partijleider David Cameron beslist vanaf 2009 alle conservatieve verkozenen in een andere fractie onder te brengen. Deze nieuwe fractie kreeg de naam Europese Conservatieven en Reformisten. Helmer maakte hiervan deel uit totdat hij zich in maart 2012 aansloot bij de UKIP.
Roger Helmer is getrouwd en heeft een zoon.